# Kieuwspleetalen
Kieuwspleetalen (Synbranchiformes) vormen een orde van straalvinnige vissen, gelijkend op Palingachtigen (Anguilliformes) maar bezitten stekelige stralen, waardoor ze tot de superorde van de Stekelvinnigen (Acanthopterygii) behoren.

## Kenmerken
Deze vissen worden 20 tot 150 centimeter lang. De kieuwen van deze vissen zijn matig ontwikkeld waarbij de openingen te vinden zijn langs de borst. Zuurstof wordt opgenomen door membranen van de keel of ingewanden. De rug- en anale vinnen zijn onderaan de staartpunt te vinden. De borstvinnen, indien aanwezig, zijn klein en zitten op de nek. Schubben hebben ze niet of ze zijn erg klein. Ook ontbreekt een zwemblaas.
Sommige soorten zijn in staat lucht in te ademen. Ze eten voornamelijk ongewervelde bodemdieren, in het bijzonder larven en vissen.

## Verspreiding
De vissen kunnen worden aangetroffen in tropisch Amerika, tropisch Afrika, Zuidoost en Oost-Azië, rond Indonesië en Australië.
De vissen leven vaak in moerassen, grotten en troebel zoet en brak water. De vissen kunnen over het land migreren en kunnen dus gedurende bepaalde tijd overleven buiten het water. Vier soorten worden alleen in grotten aangetroffen: Monopterus eapeni en Monopterus roseni in India, Ophisternon candidum in Australië en Ophisternon infernale in Mexico. Eén soort, Ophisternon bengalense, wordt gewoonlijk aangetroffen in kustgebieden van Zuidoost-Azië.

## Voortplanting
Sommige soorten van de familie Kieuwspleetalen (Synbranchidae) zijn seksueel dimorf. De volwassen mannetjes krijgen een bult op de kop en de mannetjes zijn groter dan de vrouwtjes. De vissen leggen ongeveer 40 bolvormige eieren per keer. De eieren zijn van 1,2 tot 1,5 mm in diameter. De voortplanting vindt plaats tijdens het natte seizoen dat enkele maanden kan duren.

## Status
In 2002 werden vier soorten door de IUCN als kwetsbaar beschouwd:
- Macrognathus aral
- Monopterus boueti
- Monopterus indicus
- Ophisternon candidum

Bedreigd wordt de Ophisternon infernale.

## Taxonomie
Er zijn twee onderorden: Synbranchoidei en Mastacembeloidei (of Opisthomi). De onderorde Synbranchoidei heeft één familie, de Kieuwspleetalen (Synbranchidae), vier geslachten en 15 bekende soorten. De Mastacembeloidei heeft twee families, Stekelalen (Chaudhuriidae) met vier geslachten en vijf soorten en Stekelalen (Mastacembelidae) met vier geslachten en 67 soorten. In totaal zijn er binnen deze orde dus 87 soorten. 
- Onderorde Synbranchoidei
  - Familie Kieuwspleetalen (Synbranchidae)
- Onderorde Mastacembeloidei
  - Familie: Stekelalen (Chaudhuriidae)
  - Familie: Stekelalen (Mastacembelidae)